# Donje Sokolovo (Ribnik)
Donje Sokolovo (szerbül: Доње Соколово) lakatlan falu Bosznia-Hercegovinában, a Szerb Köztársaságban, Ribnik községben. A boszniai háború előtti Donje Sokolovo falunak a Szerb Köztársaság területére eső része.

## Fekvése
Bosznia-Hercegovina északnyugati részén, Banja Lukától légvonalban 30, közúton 64 km-re délnyugatra, községközpontjától légvonalban 20, közúton 27 km-re északra fekvő dombos, erdős területen fekszik.

## Népessége
| Nemzetiségi csoport | Népesség 1991 | Népesség 2013 |
| ------------------- | ------------- | ------------- |
| Szerb               | 483           | 0             |
| Bosnyák             | 0             | 0             |
| Horvát              | 2             | 0             |
| Jugoszláv           | 10            | 0             |
| Egyéb               | 3             | 0             |
| Összesen            | 498           | 0             |

## Története
Sokolovo területe már a középkorban is lakott volt. Gornje Sokolovo határában a Szana völgye felett emelekdő sziklákon találhatók Perić középkori várának maradványai. A területén található régi temetők nagy száma azt bizonyítja, hogy a középkorban Sokolovón élénk társadalmi élet folyt. Donje Sokolovón kettő, Gornje Sokolovón három középkori temető maradványa található, számos máig fennmaradt középkori sírkővel. Az itt talált hat sírkőtípus a 14-15. században terjedt el Bosznia-Hercegovina, Szerbia, Horvátország és Montenegró területén, és a 10. századi Bulgáriában feltűnt, a kereszténység főáramlatának behódolni nem akaró, Boszniában élő bogumilok sírkövei voltak. A bogumilok többsége az oszmán-törökök európai hódítása során áttért az iszlám hitre.
Sokolovo 1878-ig tartozott az Oszmán Birodalomhoz, majd az Osztrák-Magyar Monarchia része lett. 1879-ben az első osztrák-magyar népszámlálás során a faluban 112 házat és 1205 ortodox szerb lakost számláltak. 1910-ben Sokolovo településen 217 házat és 1834 ortodox szerb lakost találtak. A monarchia szétesésével 1918-ben előbb a Szerb-Horvát-Szlovén Királyság, majd 1929-től a Jugoszláv Királyság része. 1921-ben Sokolovón 253 házat és 1626 lakost számláltak. 1945-től a település a szocialista Jugoszlávia része volt.
A boszniai háború idején település 1995 szeptemberéig a szerb félkatonai egységek uralma alatt állt, amikor a Bosznia-Hercegovinai Hadsereg, a Horvát Védelmi Tanács (HVO) és a Horvát Hadsereg (HV) által vezetett közös akciók során elfoglalták. A szerb lakosság a visszavonuló szerb csapatokkal együtt elmenekült a faluból, ahova a túlélők többsége nem tért vissza. A daytoni békeszerződést követő területfelosztási megállapodás során Donje Sokolovo falut két részre osztották, és egy része a boszniai Szerb Köztársaság területéhez került. A békeszerződés utáni területmegosztási megállapodás értelmében a háború előtti település területének egy kis része, 0,97 km2 területtel a Boszniai Szerb Köztársasághoz és Ribnik községhez került, míg a település területének döntő része, 26,38 km2 területtel a Bosznia-hercegovinai Föderáció Una-Szanai kantonjában levő Ključ község területénél maradt.

## Nevezetességei
- Középkori temető maradványai 10 fennmaradt stećak sírkővel.[4]

- Vujisići - középkori temető maradványai 5 fennmaradt stećak sírkővel.[4]